# Epiglotální ploziva
Epiglotální ploziva je souhláska, vyskytující se v agulštině (Dagestán) a v jazyce dahalo (Keňa). V IPA má číslo 173, její symbol je odvozen od symbolu rázu (glotální plozivy) přeškrtnutím.
- Způsob artikulace: ražená souhláska (ploziva). Vytváří se pomocí uzávěry (okluze), která brání proudění vzduchu a je posléze uvolněna, čímž vzniká zvukový dojem – od toho též označení závěrová souhláska (okluziva).
- Místo artikulace: epiglotála, uzávěra se vytváří mezi hrtanovou příklopkou (epiglotis) a aryepiglotickou řasou (plica aryepiglottica)
- Znělost: neznělá souhláska – při artikulaci jsou hlasivky v klidu (nemá znělý protějšek)
- Ústní souhláska – vzduch prochází při artikulaci ústní dutinou.
- Neproudí přes jazyk, proto nemá smysl rozlišení na laterální a centrální souhlásky
- Pulmonická egresivní hláska – vzduch je při artikulaci vytlačován z plic.